# Isola Bella, Capo Taormina e Capo S. Andrea
Isola Bella, Capo Taormina e Capo S. Andrea este o arie protejată (arie specială de conservare — SAC, sit de importanță comunitară — SCI) din Italia întinsă pe o suprafață de 22 ha, integral pe uscat.

## Localizare
Centrul sitului Isola Bella, Capo Taormina e Capo S. Andrea este situat la coordonatele 37°51′07″N 15°17′58″E / 37.851904°N 15.299517°E.

## Înființare
Situl Isola Bella, Capo Taormina e Capo S. Andrea a fost declarat sit de importanță comunitară în septembrie 1995 pentru a proteja 1 specie de plante și 7 specii de animale. Situl a fost protejat și ca arie specială de conservare în decembrie 2015.

## Biodiversitate
Situată în ecoregiunea mediteraneană, aria protejată conține 8 habitate naturale: Recifuri, Pseudostepă cu ierburi și specii anuale de Thero-Brachypodietea, Pante stâncoase calcaroase cu vegetație casmofită, Păduri de Olea și Ceratonia, Vegetație anuală la limita mareei, Peșteri marine scufundate complet sau parțial, Faleze cu vegetație de Limonium spp. endemic de pe coastele mediteraneene, Tufărișuri termo-mediteraneene și de pre-deșert.
La baza desemnării sitului se află mai multe specii protejate:
- plante (1): Dianthus rupicola
- păsări (6): pescăruș albastru (Alcedo atthis), șoim călător (Falco peregrinus), acvilă pitică (Hieraaetus pennatus), Larus audouinii, pescăruș-cu-cap-negru (Larus melanocephalus), chiră de mare (Thalasseus sandvicensis)
- reptile (1): elaphe situla (Zamenis situla)

Pe lângă speciile protejate, pe teritoriul sitului au mai fost identificate 10 specii de plante, 4 specii de păsări, 94 de specii de nevertebrate, 5 specii de reptile.